# 大吉嶺茶

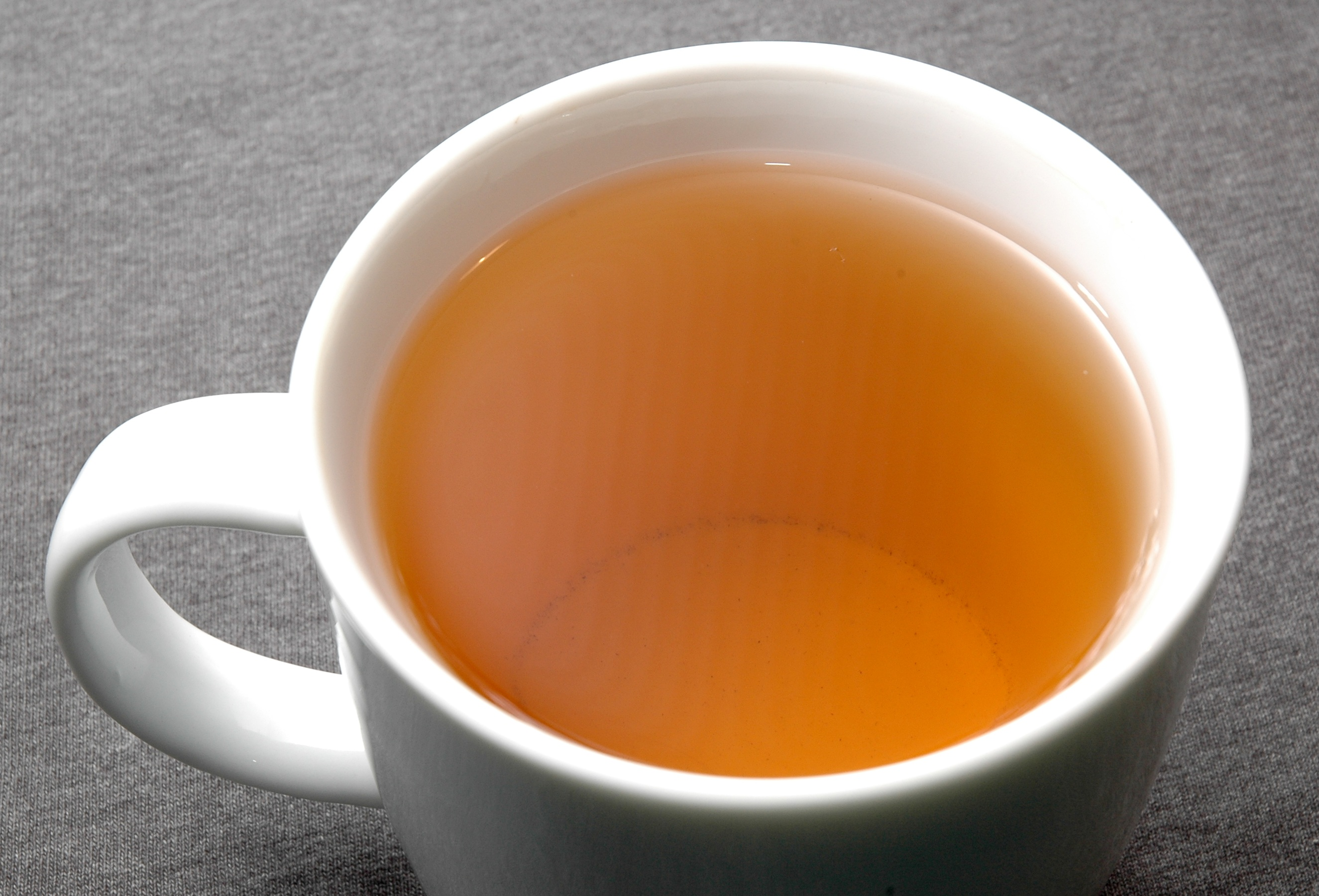

大吉岭茶出产于印度西孟加拉邦的大吉岭地区。大吉岭气候湿热，终年被云雾所笼罩，雨水充沛，环境适合茶树生长。大吉岭茶有红茶、绿茶、白茶和乌龙茶等茶类，很多品种来自于中国安徽。
大吉岭地区的茶树是由担任地区主管的苏格兰医生亚瑟·坎贝尔引进的，他于1841年将从库马盎带来的中国茶树种子试种在住所的花园中并获得成功，之后大吉岭的茶叶种植进入了快速发展阶段。苏格兰植物学家罗伯特·福琼也于1849年受东印度公司派遣到武夷山偷购茶苗、茶籽，并雇佣了8名制茶工人，后于1850-1851年向加尔各答运去大批茶苗、茶籽，培育成新茶树1.2万株，种植于阿萨姆和大吉岭。

## 历史
1834年，英国东印度公司成立植茶问题研究委员会，派遣委员会秘书哥登（C.J.Gordon）到中国買得茶籽和茶苗，并访求栽茶和制茶的专家，结果聘请亚州的茶业技师为指导，传习制茶方法，带回许多茶籽栽植于大吉岭。1836年哥登带回的中国茶工，在阿萨姆勃鲁士（C.A.Bruce）的茶厂中，用中国制法试制茶样成功。

## 大吉岭红茶
大吉嶺紅茶是出產於印度西孟加拉邦東北部喜馬拉雅東麓的大吉嶺西瓦利克山脈，是红茶的一種，味道帶有果香而濃郁。在英國享有盛名，得獎無數，冠絕一眾紅茶，故有「紅茶之皇者」的美譽，亦有人稱之為「紅茶中的香檳」。
由於出身高貴，故亦有不少仿大吉嶺的假茶出現，事實上全球的大吉嶺紅茶每年只出產8000至11000吨，而據稱是大吉嶺的紅茶的總銷量卻有40000吨。有鉴于此，印度有關方面對有質素的大吉嶺紅茶會加以評級鑑定，再加上不同的標籤加以防偽。

## 大吉岭白茶
大吉岭白茶具有柔和的芳香，茶汤为浅金黄色，味道芳醇并带有少许的甜味，其鲜叶披有绒毛，松软，明亮，因此生产过程比其他的茶叶需要更多的原材料。

## 外部連結
- 大吉嶺茶葉協會 （页面存档备份，存于）